# Euselasia subargentea
Euselasia subargentea är en fjärilsart som beskrevs av Percy I. Lathy 1904. Euselasia subargentea ingår i släktet Euselasia och familjen Riodinidae. Inga underarter finns listade i Catalogue of Life.